# Cantón de Les Pavillons-sous-Bois
El cantón de Les Pavillons-sous-Bois era una división administrativa francesa, que estaba situada en el departamento de Sena-Saint-Denis y la región de Isla de Francia.

## Composición
El cantón estaba formado por la comuna que le daba su nombre:
- Les Pavillons-sous-Bois

## Supresión del cantón de Les Pavillons-sous-Bois
En aplicación del Decreto nº 2014-214 de 21 de febrero de 2014, y corregido por Decreto nº 2014-481 de 13 de mayo de 2014, el cantón de Les Pavillons-sous-Bois fue suprimido el 22 de marzo de 2015 y su comuna pasó a formar parte del nuevo cantón de Bondy.